# The Marriage Maker
The Marriage Maker es una película muda perdida de género fantasía de 1924 producida por Famous Players-Lasky y distribuida por Paramount Pictures. Está basada en la obra de Broadway, The Faun, de Edward Knoblock. En la obra, el personaje principal de The Faun fue interpretado por William Faversham. William C. deMille dirigió la película, mientras que su esposa, Clara Beranger, escribió gran parte del escenario.

## Protagonistas
- Agnes Ayres - Alexandra Vancy
- Jack Holt - Lord Stonbury
- Charles de Rochefort - Sylvani
- Robert Agnew - Cyril Overton
- Mary Astor - Vivian Hope-Clarke
- Ethel Wales - Mrs. Hope-Clarke
- Bertram Johns - Fish
- Leo White - Morris